# Aglaophenia diegensis
Aglaophenia diegensis är en nässeldjursart som beskrevs av Torrey 1904. Aglaophenia diegensis ingår i släktet Aglaophenia och familjen Aglaopheniidae. Inga underarter finns listade i Catalogue of Life.